# Lymnastis adventitius
Lymnastis adventitius is een keversoort uit de familie loopkevers (Carabidae). De wetenschappelijke naam van de soort is voor het eerst geldig gepubliceerd in 1896 door Péringuey.